# Volea-Zaderevațka, Strîi
Volea-Zaderevațka (în ucraineană Воля-Задеревацька) este localitatea de reședință a comunei Volea-Zaderevațka din raionul Strîi, regiunea Liov, Ucraina.

## Demografie
Componența lingvistică a localității Volea-Zaderevațka
     Ucraineană (100%)
Conform recensământului din 2001, toată populația localității Volea-Zaderevațka era vorbitoare de ucraineană (100%).